# Chamaerops humilis
Palmier nain
Pour les articles homonymes, voir palmier doum.
Genre
Espèce
Le palmier nain, palmier doum ou doum ou faux palmier doum (Chamaerops humilis L.) est un palmier de petite taille, originaire des régions bordant la mer Méditerranée occidentale. Il est apprécié comme plante ornementale.
C'est la seule espèce du genre Chamaerops (genre monotypique qui doit son nom au grec chamaï, « nain », et rhôps, « buisson »). Les autres espèces initialement classées dans ce genre ont été reclassées dans des genres voisins comme Trachycarpus, notamment Chamaerops fortunei devenu Trachycarpus fortunei.
Les Grecs appelaient le Chamaerops humilis, Phoenix chamaeriphes, ce qui signifie littéralement « palmier jeté à terre ».
Cette plante est à l'origine du jour « chamerops » qui désigne le quatorzième jour du mois de floréal dans le calendrier républicain, soit l'équivalent du 3 mai dans le calendrier grégorien.

## Description

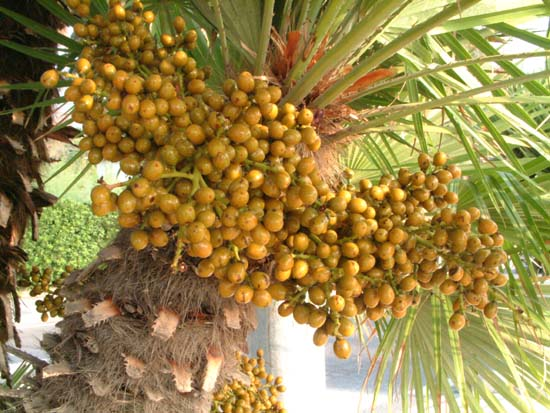
Fruits.

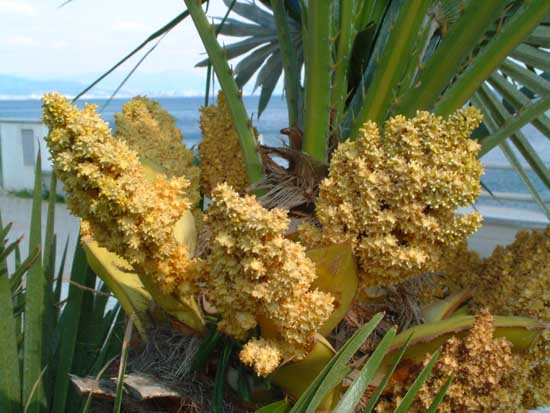
Inflorescence en spadice.

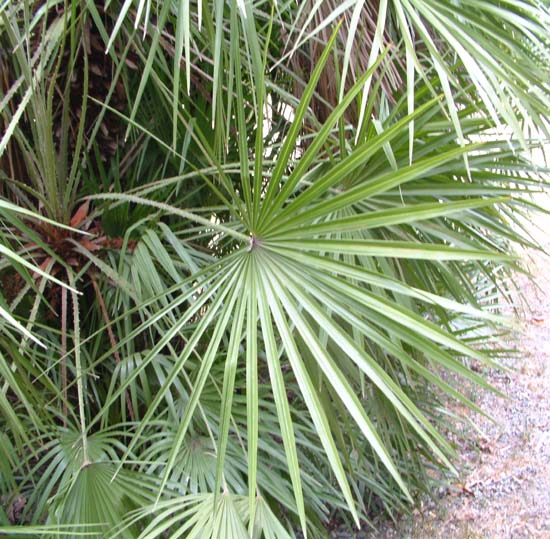
Feuilles.

Le Chamaerops est une plante cespiteuse ; plusieurs tiges sont engendrées par le même pied.
Chamaerops humilis est une espèce dioïque. C'est un palmier nain, presque acaule à l'état sauvage, ne dépassant pas deux mètres, qui peut cependant atteindre six à huit mètres de haut en culture dans sa variété Arborescens. Il se caractérise notamment par son faux-tronc (stipe) drageonnant. Sa croissance lente favorise l'apparition de nombreux rejets à sa base à l'origine de son apparence en touffe. Au Maroc, on trouve dans les cimetières qui entourent les koubas des spécimens à faux-tronc développé, car échappant au broutage des troupeaux. Ces spécimens sont ainsi protégés de fait et peuvent se développer.
Les feuilles, disposées en rosette terminale, sont palmées en forme d'éventail de 90 cm de diamètre. Le pétiole, long et grêle (jusqu'à un mètre de long), est très épineux. Le limbe est disséqué en 10 à 20 pseudo-folioles allongées et aiguës, raides et coriaces. Les feuilles sont vertes à la face supérieure et presque blanches en dessous.
L'inflorescence est un spadice, entouré d'une spathe courte (30 cm de long), comprenant de nombreuses petites fleurs jaunâtres, mâles ou femelles.
C'est généralement (mais pas toujours) une plante dioïque, portant les fleurs mâles et les fleurs femelles sur des pieds séparés.
Les fleurs mâles ont de 6 à 9 étamines qui surmontent un calice charnu, les fleurs femelles comptent trois carpelles monocarpiques charnus.
Les fruits semblables à des dattes sont des drupes oblongues de couleur brun rougeâtre à maturité, de longueur variable (de 2 à 5 cm), rassemblés en une  grappe. Leur pulpe est très fibreuse et légèrement sucrée. Très astringents, ils ne sont pas comestibles, toutefois bouillis, leur âpreté et leur acidité s'atténue .

## Classification
- Sous-famille des Coryphoideae
  - Tribu des Trachycarpeae
    - Sous-tribu des Rhapidinae

Ce genre  partage sa sous-tribu  avec cinq autres genres :  Guihaia,  Maxburretia,  Rhapidophyllum,  Rhapis,   Trachycarpus .

## Distribution et habitat

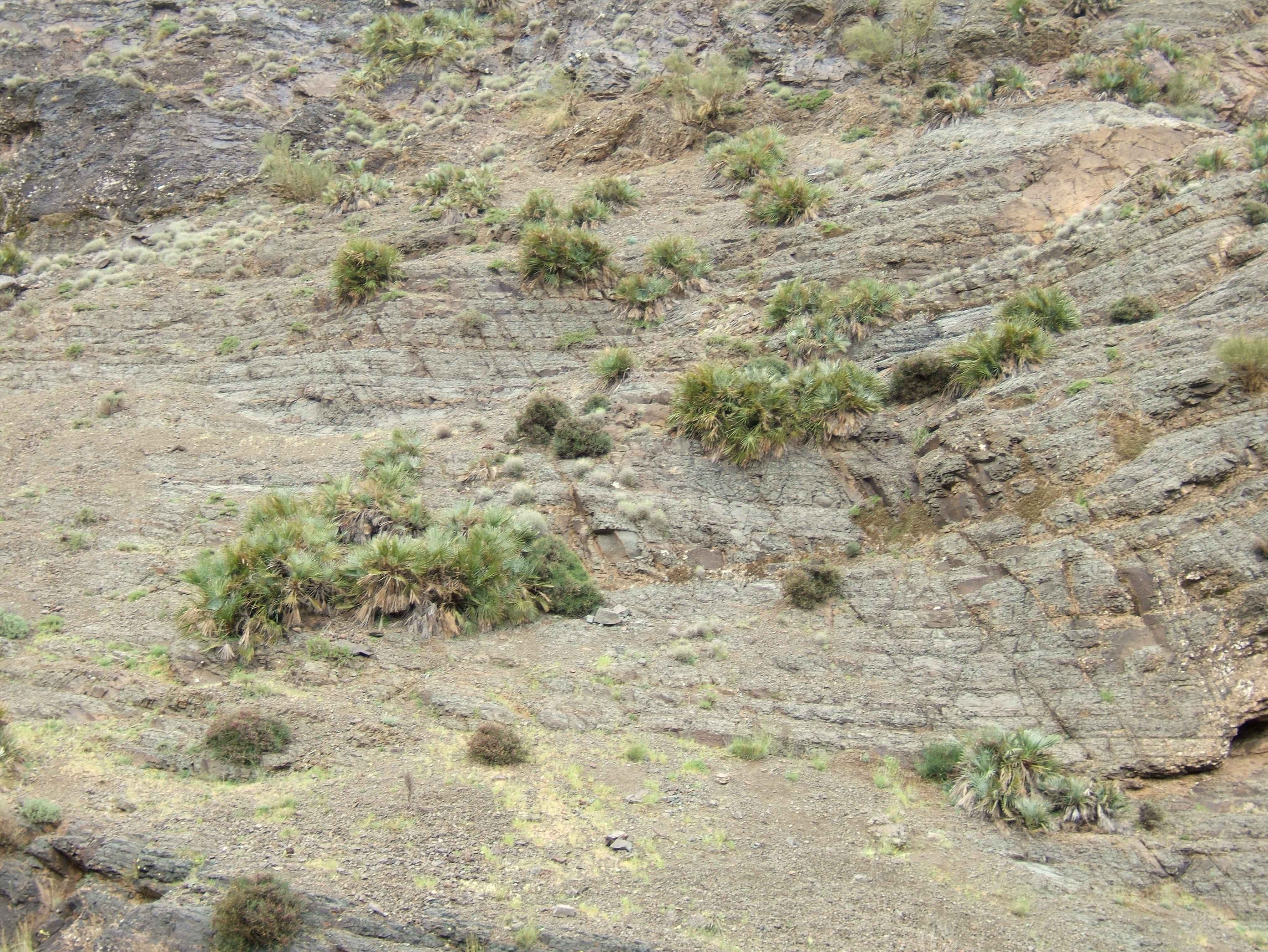
Chamaerops humilis var. argentea dans la région du Souss-Massa-Drâa (Maroc)

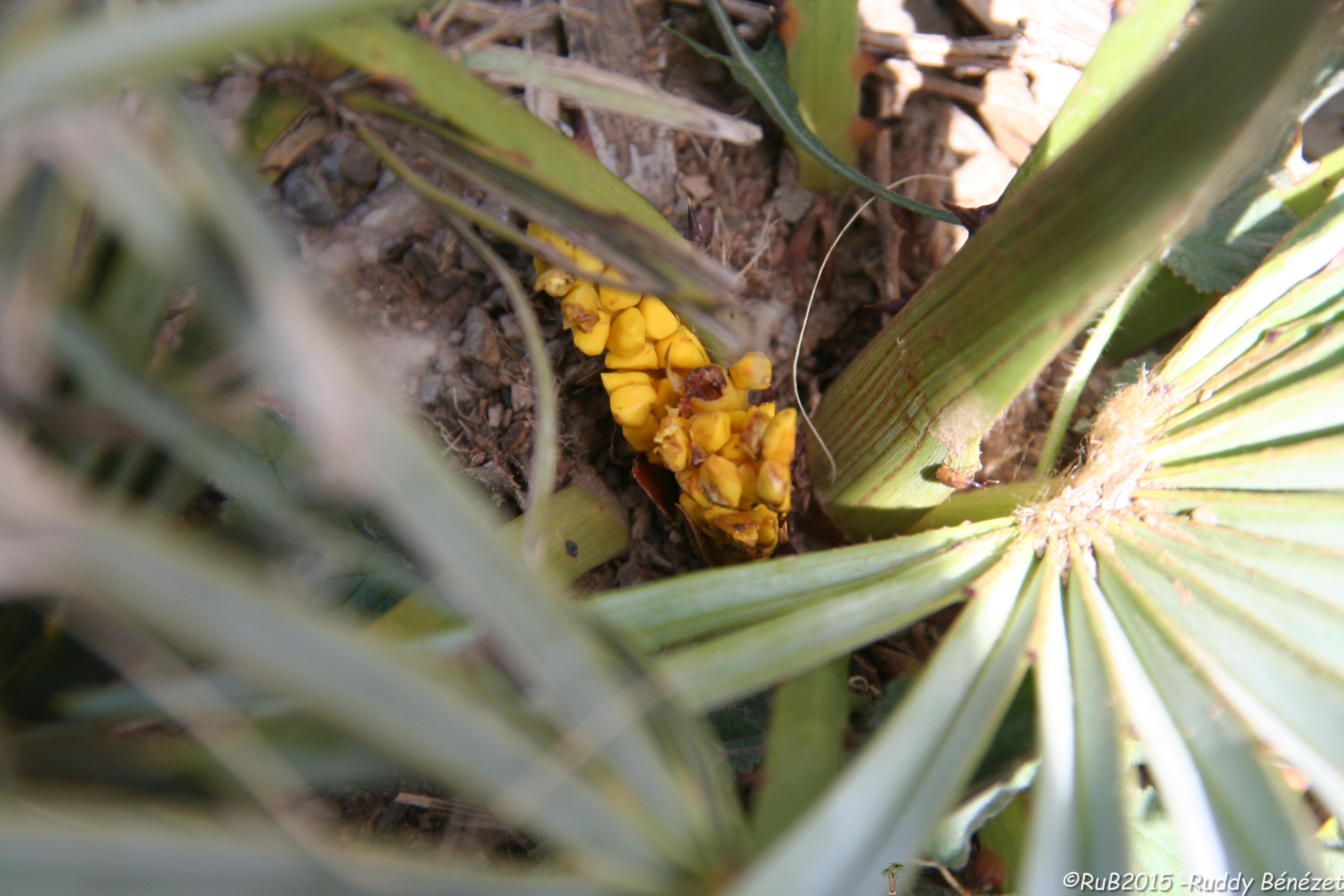
Chamaerops humilis var. argentea infrutescence

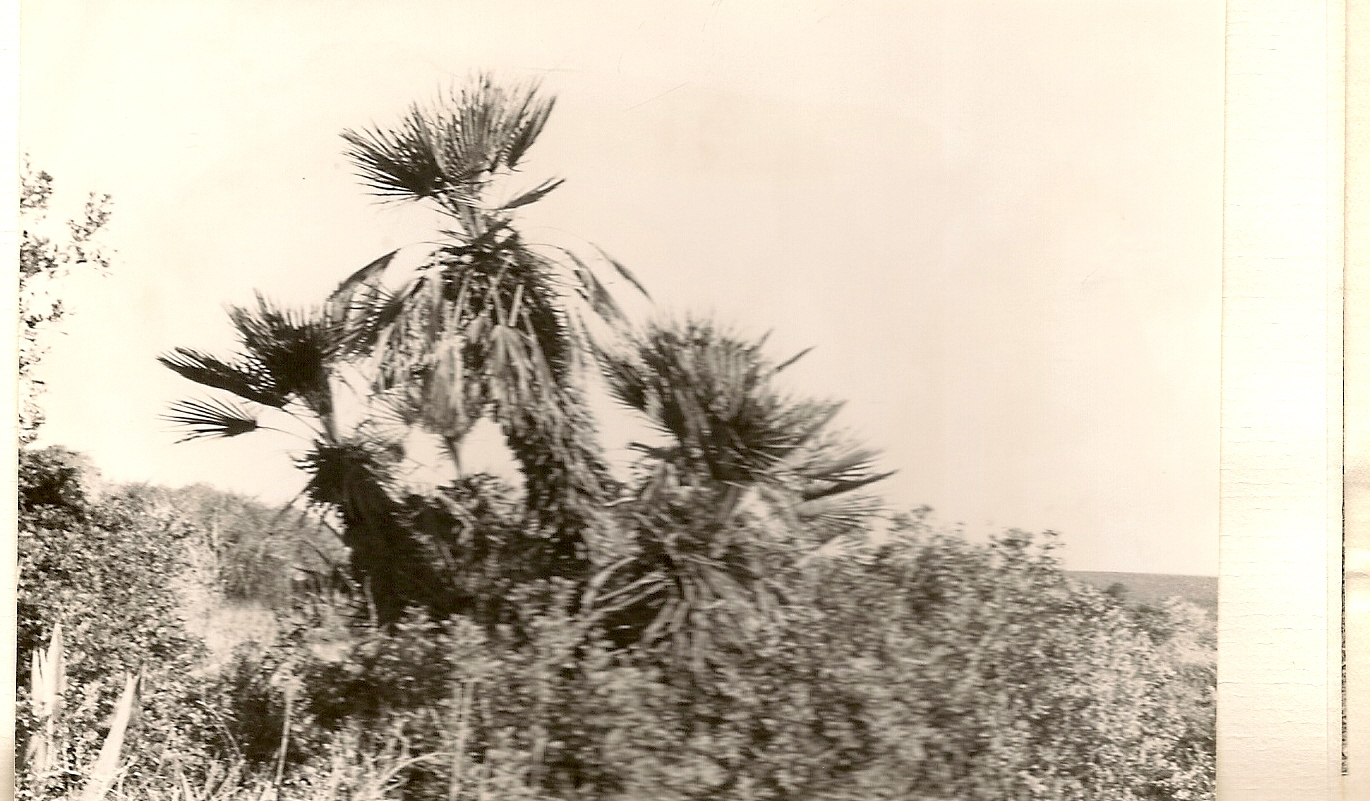
Chamaerops humilis Oued Mellah, kouba de Sidi-Bouchaïb (Maroc)

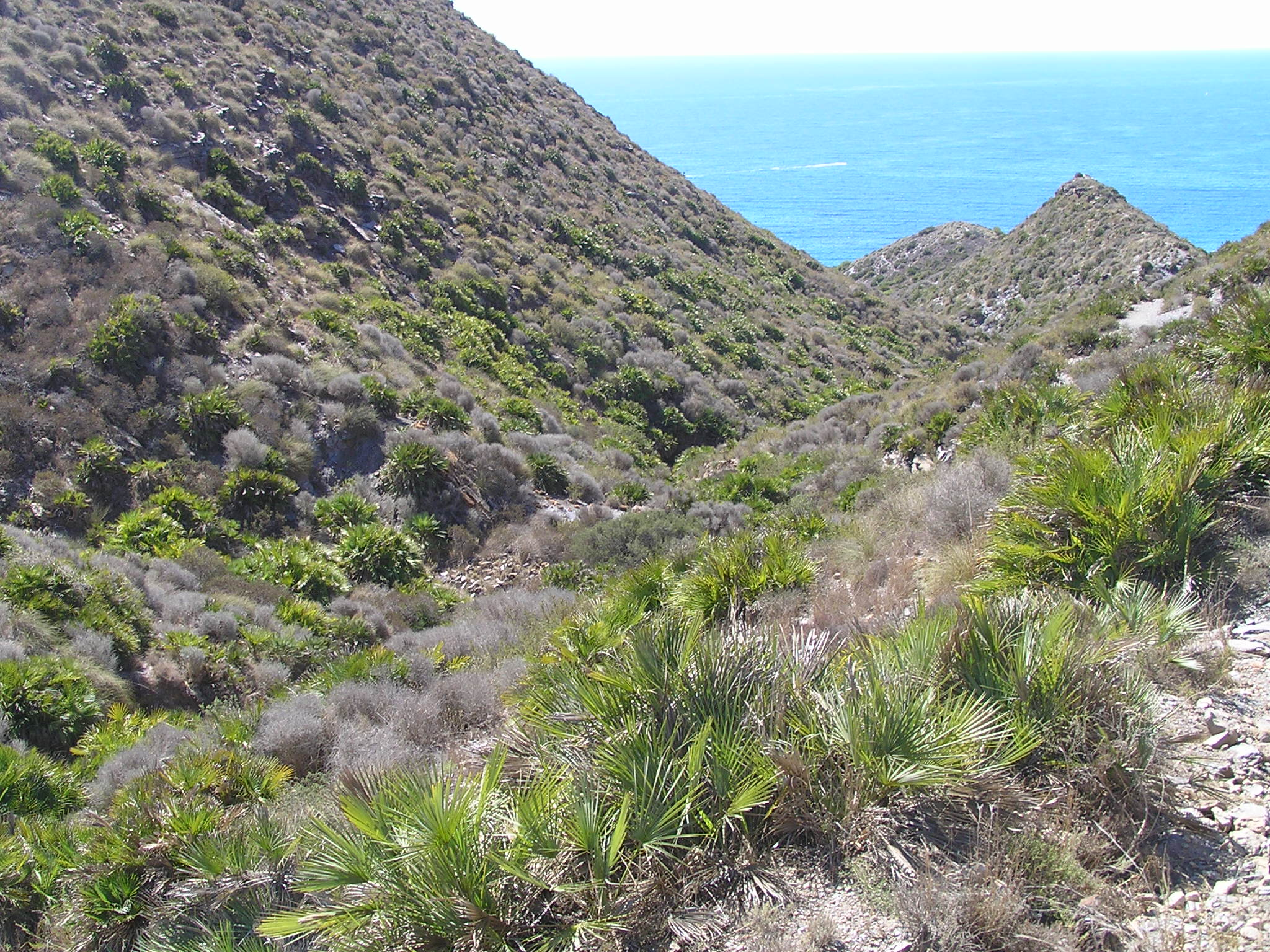
Végétation aride protégée composée de Chamaerops humilis dans le Parc Naturel de Calblanque, dans la région de Murcie (Espagne).

Chamaerops humilis est l’une des deux seules espèces de palmiers natifs d’Europe, avec Phoenix theophrasti, de Crète, également répandu en Turquie.
C'est un élément typique du faciès le plus thermophile du maquis méditerranéen.
Au Maroc, selon les travaux de Louis Emberger Chamaerops est l'indicateur de l'étage de végétation méditerranéenne semi-aride. Là où il apparaît, il indique « un climat moins sec ». Le Doum manque complètement dans l'étage de végétation méditerranéenne aride.
C'est le palmier dont l'aire de répartition naturelle est la plus étendue vers le nord, avec comme limites extrêmes les localités de Hyères (France) à 43° 07' N [1], et de l'île de Capraia au large de la Toscane (Italie) à 43° 04' N.
Présent dans le département de l'Aude, en France, le palmier nain est absent de la Corse et existe encore sur le littoral de la Côte d'Azur très localement, dans le Var et les Alpes-Maritimes, où il a été aussi cultivé dans le courant du XIXe siècle dans les parcs et jardins.
Il semble également avoir été rencontré à l’état sauvage dans l’île de Malte. Le palmier nain occupait d'importantes surfaces dans le Tell algérien avant la colonisation française.
Théophraste au IVe siècle av. J.-C. (H.P. II, 6) le considère "communs en Crète, ils le sont encore plus en Sicile". Tournefort (1717) ne l'avait pas retrouvé. Son extinction en Crète s'explique probablement par une exploitation abusive et par la fragilité naturelle de l'espèce sur la marge de son aire.
Sur le plan écologique, cette espèce est très utile pour lutter contre l'érosion et la désertification car elle se régénère naturellement après les incendies en émettant de nouveaux drageons.

## Variétés

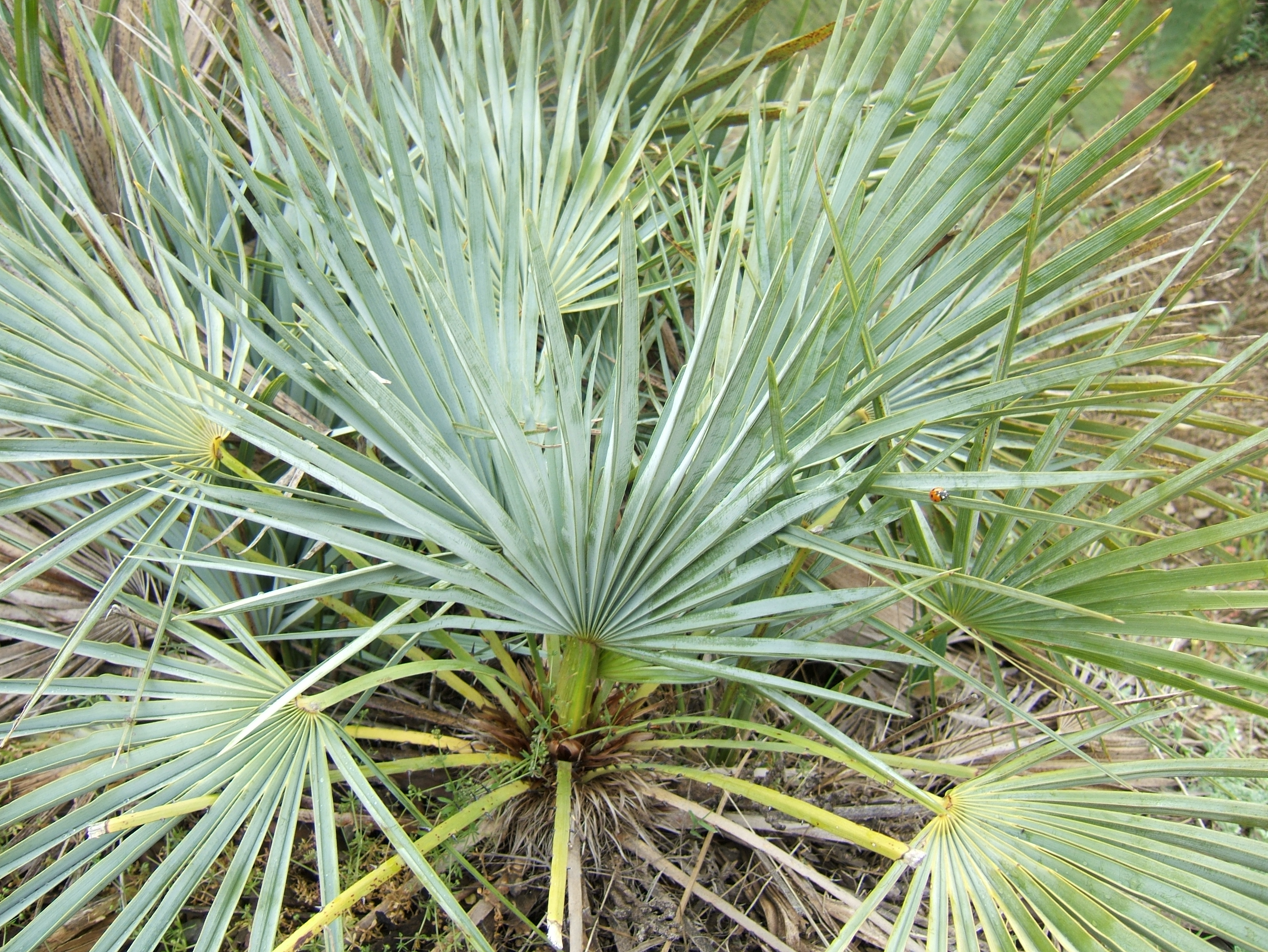
Chamaerops humilis var. argentea (Haut Atlas, Maroc)

Chamaerops compte deux variétés, répandues dans le Sud de l’Europe (Baléares, Italie, Sardaigne, Sicile, Espagne, Portugal) et Sud de la France, et le Nord de l’Afrique (Maroc, Algérie, Tunisie, Libye).
- Chamaerops humilis var. humilis. (nombreux syn. incluant C. elegans Hook.f. 1884[7]) Feuilles vertes.
- Chamaerops humilis var. argentea André (syn. C. humilis var. cerifera Becc.). Feuilles grises. Atlas, Afrique du Nord. Réputé comme l'un des palmiers nain les plus rustiques.
- Chamaerops humilis var. arborescens. Stipe unique ne drageonnant pas. Un spécimen de cette variété, planté en 1585, constitue la plante la plus ancienne du jardin botanique de Padoue en (Italie) où on le nomme aussi « palmier de Goethe » car Goethe le vit lors de son voyage en Italie et lui dédia certains écrits.
- Chamaerops humilis var. vulcano. De port compact et sans épine. Les feuilles sont plus épaisses et la plante plus touffue que chez les variétés Humilis et Argentea.

## Biologie
Il pousse dans des zones sèches, sur des terrains rocailleux ou sableux, du bord de mer jusqu’à 1 200 mètres d’altitude (au Maroc et Algérie), dans un climat plutôt froid en hiver ; il préfère les expositions ensoleillées et est assez rustique. Il peut supporter des gelées brèves allant jusqu'à −12 °C et certaines populations naturelles sont régulièrement couvertes de neige mais il ne végète qu'à partir de 10 °C et a besoin pour prospérer de températures allant de 22 à 30 °C.

## Utilisation
- Plante d'ornement : le palmier nain est utilisé pour décorer les jardins dans les régions méditerranéennes ainsi que sur le littoral de l'Atlantique (Bretagne, Cornouailles) où il est rustique. Plus au nord, il est souvent cultivé en bac comme plante d'orangerie.
- Plante à fibres : le palmier nain était autrefois exploité en Afrique du Nord pour la production de crin végétal obtenu à partir des fibres des feuilles et servant à  rembourrer les coussins, les fauteuils, les matelas… ainsi qu’à la fabrication d'objets tressés tels que nattes, paniers ou cordes. Dans les campagnes marocaines, il servait à tresser des cordes, des paniers (couffins), des bâts d'ânes et divers objets d'utilité domestique et agricole.
- Plante alimentaire : le bourgeon apical des jeunes plantes, blanchâtre, est comestible cru ou cuit mais sans intérêt gustatif. Il aurait été consommé en Afrique du Nord et en Sardaigne à la façon d’un chou-palmiste comme aliment de disette salé ou sucré.

## Confusion possible
Ce palmier ne doit pas être confondu avec le vrai doum ou palmier doum d'Égypte (Hyphaene thebaica (L.) Mart.), originaire d'Afrique tropicale. Ce dernier possédant des stipes ramifiés, ce qui n'est pas le cas de Chamaerops humilis.